# Toko płowy
Toko płowy (Lophoceros pallidirostris) – gatunek ptaka z rodziny dzioborożców (Bucerotidae). Ptak ten występuje w Afryce, według IUCN nie jest zagrożony wyginięciem.

## Zasięg występowania
Toko płowy występuje w Afryce, zamieszkując w zależności od podgatunku:
- L. pallidirostris pallidirostris – wschodnio-środkowa, środkowa i północno-wschodnia Angola i południowa Demokratyczna Republika Konga do wschodniej Zambii (na zachód od Luangwa)
- L. pallidirostris neumanni – Zambia (na wschód od Luangwa), Malawi, południowo-wschodnia Tanzania i północny Mozambik

## Taksonomia
Gatunek po raz pierwszy opisali w 1870 roku niemieccy ornitolodzy Gustav Hartlaub i Otto Finsch, nadając mu nazwę Buceros pallidirostris. Jako miejsce typowe odłowu holotypu wskazali Caconda, w prowincji Benguella w Angoli. Podgatunek neumanni po raz pierwszy opisał w 1894 roku niemiecki ornitolog Anton Reichenow, bazując na okazie typowym odłowionym w Mgera w Tanganice (obecnie Tanzania).
L. pallidirostris jest gatunkiem siostrzanym dla L. nasatus. W Zambii, na zachód od Luangwa dochodzi czasami do krzyżowania się obydwu podgatunków. Rozpoznano dwa podgatunki.

### Etymologia
Nazwa rodzajowa: gr. λοφος lophos „czub, grzebień”; rodzaj Buceros Linnaeus, 1758. Epitet gatunkowy: łac. pallidus „blady, bezbarwny”, od pallere „być bladym”; -rostris „-dzioby”, od rostrum „dziób”. Epitet neumanni jest eponimem honorującym prof. Oscara Neumanna (1867–1946), niemieckiego ornitologa, podróżnika i kolekcjonera z Afryki Wschodniej w latach 1892–1899, współpracownika Muzeum Historii Naturalnej w Tring w latach 1908–1931.

## Morfologia
Długość ciała 43–51 cm; masa ciała samic 170–217 g, samców 248–325 g. Mały dzioborożec o jasnoszarym i brązowym upierzeniu górnych części ciała, z białym paskiem nad i za okiem i białą końcówką ogona, spód ciała biały. U samca podgatunku nominatywnego dziób jest bladożółtawy z szarawym końcem i dość niskim kaskiem. U samicy dziób jest mniejszy, oko zaś jest bardziej brązowe; kask na dziobie również jest mniejszy. U młodych ptaków dziób jest mały i nie posiada kasku. Podgatunek neumanni jest mniejszy niż nominatywny, o bledszej głowie, na dziobie występują szare plamy, końcówka zaś jest czerwona.

## Ekologia
Toko płowy jest najprawdopodobniej gatunkiem osiadłym, ale podczas pory suchej, gdy drzewa zrzucają liście, mogą odbywać lokalne wędrówki. Podgatunek neumanni zalatuje do południowej Kenii. Zamieszkuje rozległe obszary wysokiego, gęstego liściastego miombo (Brachystegia). Tam, gdzie zasięg występowania toko płowego pokrywa się z zasięgiem toko nosatego (L. nasatus), występuje w gęstszym, mniej otwartym lesie. Wokalizuje szeregiem gwiżdżących, nosowych i wysokotonowych dźwięków, zazwyczaj w przyspieszających frazach i kończących się kilkoma niskotonowymi gwizdami „pi-pi-pi-pi-pieu-pieu”. Skład pokarmu toko płowego jest słabo poznany; prawdopodobnie jest gatunkiem głównie owadożernym, ale obserwowano go jedzącego nasiona i żywicę z uszkodzonych strąków. Pożywienie zdobywa głównie wśród liści; czasami schodzi na ziemię w poszukiwaniu pokarmu, głównie w porze suchej.
Okres lęgowy słabo poznany; lęgi rozpoczynają się z początkiem sezonu deszczowego, od sierpnia do listopada, nawet wtedy, gdy drzewa nie są pokryte jeszcze wieloma liśćmi. Gniazdo znajduje się w naturalnej wnęce na drzewie, wejście zapieczętowane jest do wąskiej szczeliny. W zniesieniu 4–5 jaj; jaja inkubuje tylko samica, w tym czasie karmiona jest w gnieździe przez samca.

## Status zagrożenia i ochrona
W Czerwonej księdze gatunków zagrożonych Międzynarodowej Unii Ochrony Przyrody i Jej Zasobów został zaliczony do kategorii LC (ang. Least Concern – najmniejszej troski). Globalna wielkość populacji nie jest znana, ale gatunek ten uważa się za szeroko rozpowszechniony i powszechnie występujący w odpowiednim środowisku. Zagrożeniem dla toko płowego jest ciągłe niszczenie jego siedlisk i konkurencja ze strony toko nosatego.